# Erigeron acris
La cespica acre (nome scientifico Erigeron acris L., 1753) è una specie di pianta angiosperma dicotiledone della famiglia delle Asteraceae (sottofamiglia Asteroideae, tribù Astereae (North American lineage) e sottotribù Conyzinae).

## Etimologia
Il nome generico (Erigeron) deriva da due parole greche: "eri" (= precoce, sollecito, presto) e "geron" (= vecchio), richiamandosi forse al pappo di alcune specie che invecchiando diventa grigio oppure al breve periodo della sua fioritura. L'epiteto specifico (acris) deriva dal latino e significa “acre” o "acerbo", ma anche “tagliente" o "pungente".

Il binomio scientifico attualmente accettato (Erigeron acris) è stato proposto da Carl von Linné (1707 – 1778) biologo e scrittore svedese, considerato il padre della moderna classificazione scientifica degli organismi viventi, nella pubblicazione ”Species Plantarum” del 1753.

## Descrizione

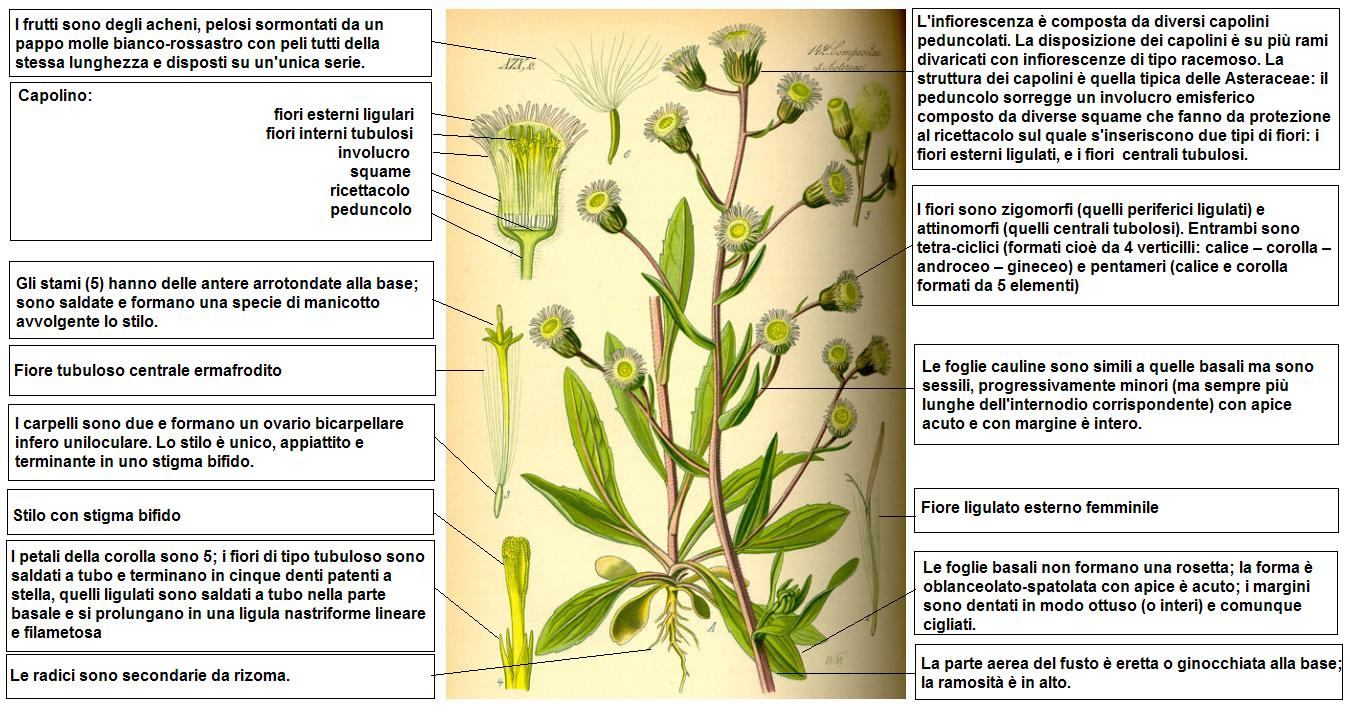
Descrizione delle parti della pianta

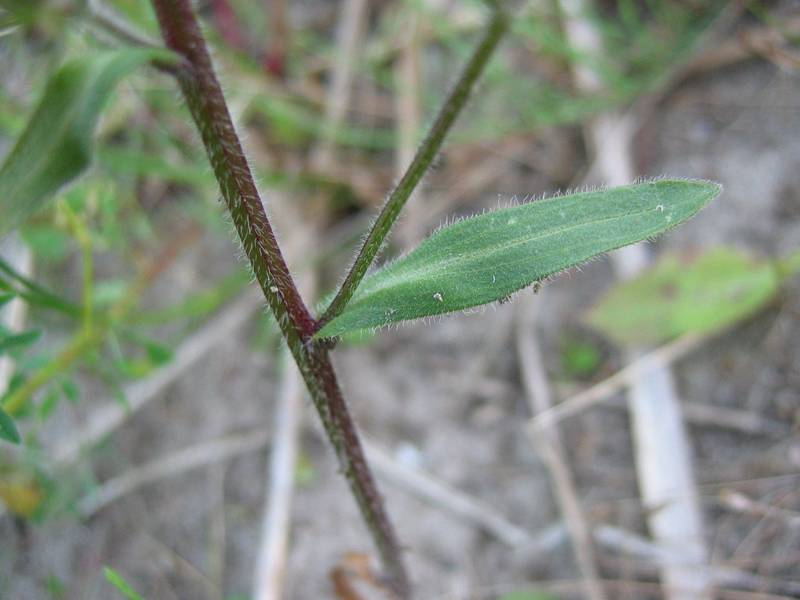
Fusto e foglie

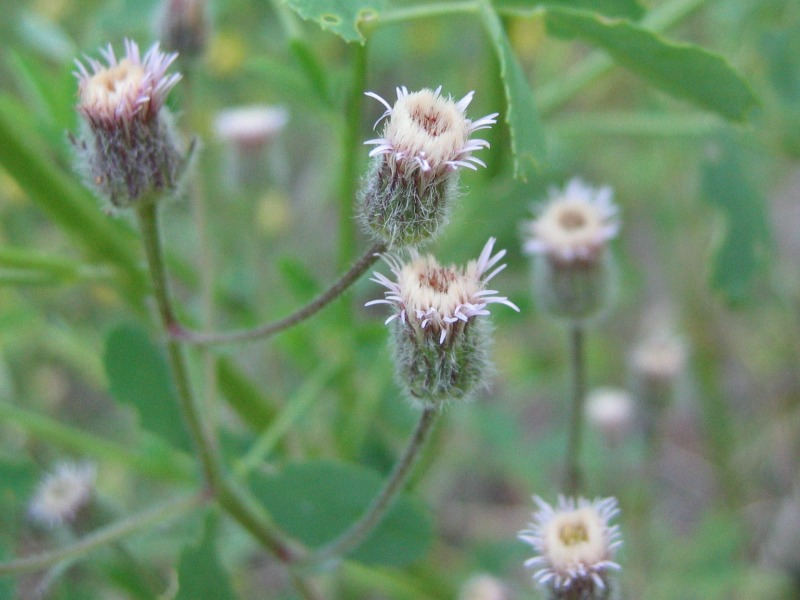
Infiorescenza

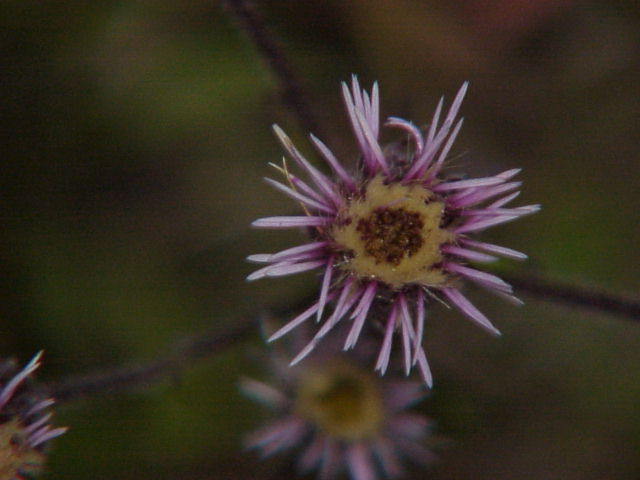
Il capolino

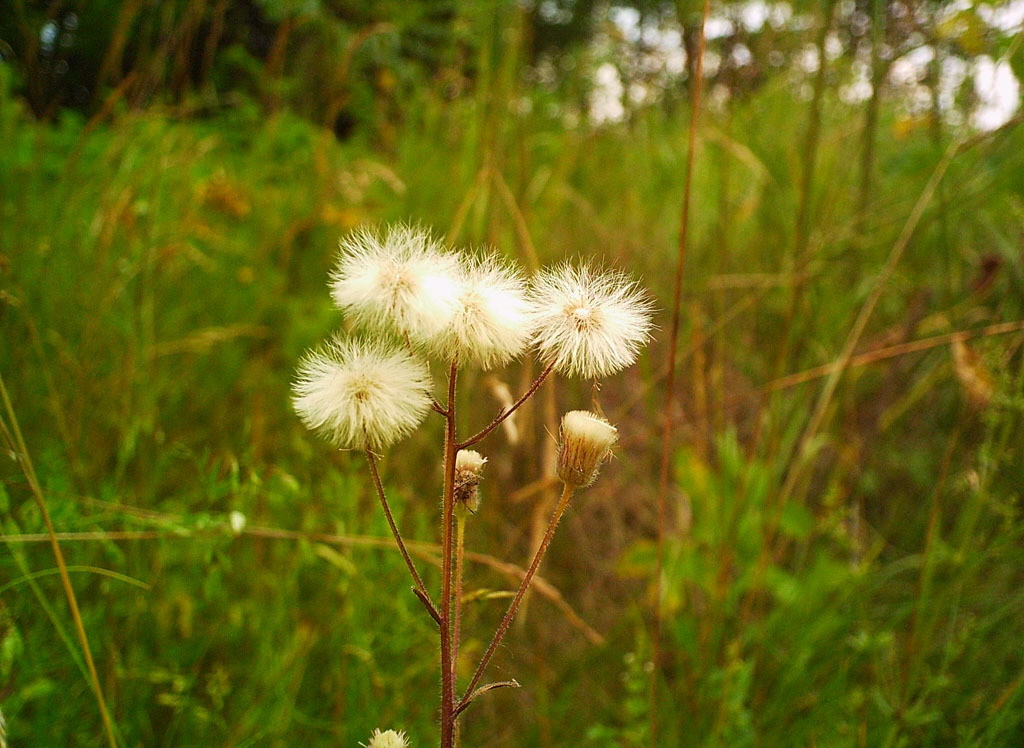
I frutti

Portamento. Queste piante (aromatiche) possono arrivare fino ad una altezza compresa tra 10 e 60 cm. La forma biologica è emicriptofita scaposa (H scap), ossia sono piante perenni, con gemme svernanti al livello del suolo e protette dalla lettiera o dalla neve, dotate di un asse fiorale eretto e spesso privo di foglie. In queste piante la forma biologica può essere definita anche emicriptofita bienne (H bienn), facendo riferimento al ciclo biologico biennale.
Radici. Le radici sono secondarie da rizoma.
Fusto.
- Parte ipogea: la parte sotterranea del fusto consiste in un breve rizoma (a volte legnoso) orizzontale oppure verticale.
- Parte epigea: la parte aerea del fusto è eretta o ginocchiata alla base; la ramosità è in alto.

Foglie. Le foglie si dividono in basali e caulinari in disposizione alterna;
- foglie basali: le foglie basali non costituiscono una rosetta; la loro forma è oblanceolato-spatolata con apice acuto; i margini sono dentati in modo ottuso (o interi) e comunque cigliati; dimensione delle foglie basali: larghezza 5 – 12 mm; lunghezza 30 – 70 mm;
- foglie cauline: le foglie cauline sono simili a quelle basali ma sono sessili, progressivamente minori (ma sempre più lunghe dell'internodio corrispondente) con apice acuto e con margine intero; dimensione delle foglie cauline: larghezza 3 – 4 mm; lunghezza 15 – 30 mm.

Infiorescenza. Le sinflorescenze sono formate da più capolini distribuiti su più rami divaricati in corimbi, racemi o pannocchie. Le infiorescenze vere e proprie sono composte da un capolino terminale peduncolato di tipo radiato. I capolini sono formati da un involucro, con forme da emisferiche a campanulate (coppa di Champagne), composto da diverse brattee, al cui interno un ricettacolo fa da base ai fiori di due tipi: fiori del raggio e fiori del disco. Le brattee, con forme da strettamente ellittiche a lineari-lanceolate, diseguali (o no) fra di loro, a consistenza da fogliacea, con margini scariosi, con superficie glabra, pelosa o ghiandolosa, sono disposte in modo più o meno embricato e scalato su 2 - 3 serie. Il ricettacolo è nudo ossia senza pagliette a protezione della base dei fiori; la forma è piatta o conica. Diametro dei capolini: 1 – 2 cm.
Fiori.  I fiori sono tetra-ciclici (formati cioè da 4 verticilli: calice – corolla – androceo – gineceo) e pentameri (calice e corolla formati da 5 elementi). Si distinguono in:
- fiori del raggio (esterni): sono femminili e sono disposti su 2 - 3 o più serie; la forma è ligulata (zigomorfa); a volte sono presenti anche due serie più interne tubulose ridotte e con lamina rudimentale;
- fiori del disco (centrali): sono più numerosi con forme brevemente tubulose (attinomorfe); sono ermafroditi.

- Formula fiorale:

*/x K {\displaystyle \infty }, [C (5), A (5)], G 2 (infero), achenio
- Calice: i sepali del calice sono ridotti ad una coroncina di squame.

- Corolla:

- fiori del raggio: la forma della corolla alla base è più o meno tubulosa-imbutiforme, mentre all'apice è ligulata (i petali saldati insieme si prolungano in una ligula nastriforme lineare e filamentosa) e può terminare con alcuni denti; i colori delle corolle sono biancastro o violetto o roseo; lunghezza delle ligule: 3 – 4 mm (superano appena l'involucro di 1 – 2 mm);
- fiori del disco: la forma è tubulare bruscamente divaricata in 5 lobi; i lobi, patenti o eretti, hanno una forma deltata o più o meno lanceolata; il colore è giallo o giallastro.

- Androceo: l'androceo è formato da 5 stami sorretti da filamenti generalmente liberi; gli stami sono connati e formano un manicotto circondante lo stilo; le teche (produttrici del polline) alla base sono troncate e sono lievemente auricolate (molto raramente sono speronate o hanno una coda); le appendici apicali delle antere hanno delle forme piatte e lanceolate; il tessuto endoteciale (rivestimento interno dell'antera) è quasi sempre polarizzato (con due superfici distinte: una verso l'esterno e una verso l'interno). Il polline è sferico con un diametro medio di circa 25 micron;  è tricolporato (con tre aperture sia di tipo a fessura che tipo isodiametrica o poro) ed è echinato (con punte sporgenti).[10][14]

- Gineceo: l'ovario è infero uniloculare formato da 2 carpelli.[6] Lo stilo (il recettore del polline) è profondamente bifido (con due stigmi divergenti) e con le linee stigmatiche marginali separate.[15] I due bracci dello stilo hanno una forma più o meno lanceolata, acuta o ottusa e possono essere papillosi o ricoperti da ciuffi di peli.

Frutti.  I frutti sono degli acheni con pappo; in alcune specie è presente un certo dimorfismo (gli acheni dei fiori del raggio differiscono dagli acheni dei fiori del disco);
- achenio: l'achenio ha una forma oblunghe–ovoide, sono appiattiti (compressi) e sono percorsi da alcuni nervi o costole longitudinali; la superficie può essere pelosa;
- pappo: il pappo è molle e piumato di colore bianco-rossastro; le setole sono tutte della stessa lunghezza e disposte in un'unica serie (o due). I pappi sono persistenti o precocemente caduchi; esternamente può essere presente una piccola corona di scaglie.

## Biologia
Impollinazione: tramite insetti (impollinazione entomogama tramite farfalle diurne e notturne).

Riproduzione: la fecondazione avviene fondamentalmente tramite l'impollinazione dei fiori.

Dispersione: i semi cadono a terra e vengono dispersi soprattutto da insetti come formiche (disseminazione mirmecoria). Un altro tipo di dispersione è zoocoria: gli uncini delle brattee dell'involucro (se presenti) si agganciano ai peli degli animali di passaggio che portano così i semi anche su lunghe distanze. Inoltre per merito del pappo il vento può trasportare i semi anche per alcuni chilometri (disseminazione anemocora).

## Sistematica
La famiglia di appartenenza di questa voce (Asteraceae o Compositae, nomen conservandum) probabilmente originaria del Sud America, è la più numerosa del mondo vegetale, comprende oltre 23.000 specie distribuite su 1.535 generi, oppure 22.750 specie e 1.530 generi secondo altre fonti (una delle checklist più aggiornata elenca fino a 1.679 generi). La famiglia attualmente (2021) è divisa in 16 sottofamiglie; la sottofamiglia Asteroideae è una di queste e rappresenta l'evoluzione più recente di tutta la famiglia.
Il genere Erigeron comprendente diverse centinaia di specie una buona parte di origine americana, mentre le altre sono di origine europea (e asiatica) di cui una decina sono proprie della flora italiana. Secondo le classificazioni più tradizionali la specie Erigeron acris è compresa nella sezione denominata Trimorpha insieme a Erigeron alpinus e altre. Le altre sezioni sono: Eschenbachia, Caenothus e Euerigeron.
Analogamente ad un'altra specie (Ranunculus acris L.) anche quella di questa voce si presenta nelle varie checklist botaniche con due ortografie lievemente diverse: acris e acer con lo stesso significato etimologico. 
Attualmente le specie italiane di Erigeron sono divise in tre gruppi:
- (1) Piante annue.
- (2) Piante perenni con fiori dimorfi (esterni raggianti femminili ligulati; interni tubulosi ermafroditi).
- (3) Piante perenni con fiori trimorfi (esterni raggianti femminili ligulati; interni periferici femminili filiformi; interni centrali ermafroditi tubulosi).

Erigeron acris appartiene al secondo gruppo (a volte viene descritta nel terzo gruppo).

### Filogenesi
Il genere Erigeron è descritto nella sottotribù Conyzinae, una delle quasi 40 sottotribù della tribù Astereae. In base alle ultime ricerche nella tribù sono stati individuati (provvisoriamente) 5 principali lignaggi. Il genere  Erigeron (insieme alla sottotribù Conyzinae) è incluso nel North American lineage.
Alcune analisi di tipo filogenetico hanno diviso la sottotribù Conyzinae in 6 cladi;  Erigeron attualmente è incluso in tutti i cladi  (non risulta quindi monofiletico). Erigeron è suddiviso in una quarantina di sezioni;  Erigeron acris è inclusa nella sezione Trimorpha (Cass.) DC. caratterizzata da specie perenni, bienni o annuali con radici fibrose; le foglie sono per lo più intere non abbraccianti; le corolle dei fiori del raggio sono dimorfiche, quelle esterne sono filiformi colorate da bianco a rosa o viola, quelle interne sono prive di lamina (questa analisi morfologica di G.L. Nesom è lievemente diversa da quella di S. Pignatti); gli acheni hanno 2 nervi; il pappo ha 12 - 35 setole. Questo gruppo contiene circa 28 specie tra cui E. acris, E. alpinus, E. atticus, E. epiroticus, E. glabratus e E. neglectus.
I caratteri distintivi della specie  E. acris sono:
- l'altezza delle piante varia da 1 a 6 dm;
- i fusti sono eretti o ginocchiati alla base;
- le foglie inferiori non formano una rosetta basale;
- le sinflorescenze hanno delle forme di corimbi, racemi o pannocchie;
- le ligule dei fiori esterni sono lunghe 3 - 4 mm (poco più dell'involucro).

Il numero cromosomico delle specie di questa voce è: 2n = 18.

### Variabilità e sottospecie
In Italia sono presenti le seguenti sottospecie.
Nota: S. Pignatti nella "Flora d'Italia" (ed. 2018) descrive la sottospecie E. acris subsp. serotinus (Weithe) Greuter considerata da altre checklist sinonimo di Erigeron muralis Lapeyr., 1818.

#### Sottospecieacer

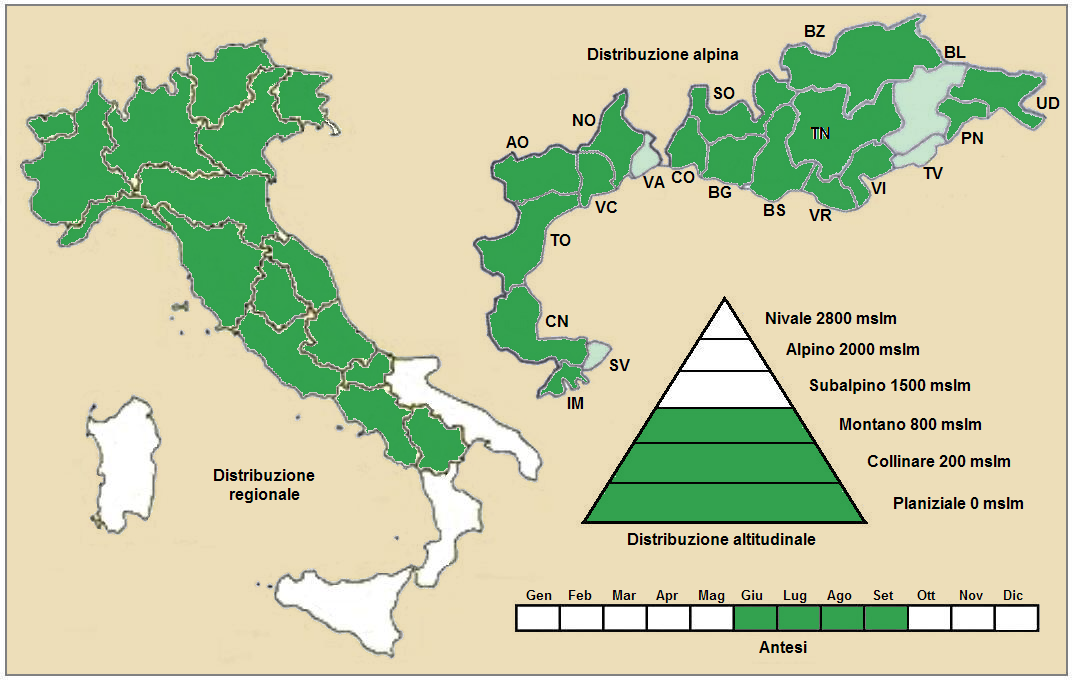
Distribuzione della subsp. acer
(Distribuzione regionale – Distribuzione alpina)

- Nome scientifico: Erigeron acris subsp. acris.
- Descrizione: l'altezza di queste piante va da 20 a 50 cm; tutta la pianta (fusto, foglie e peduncoli) è irsuta per peli ghiandolari; i fusti sono verdi con sfumature rosse; la superficie delle foglie è fittamente pelosa; l'infiorescenza modifica la sua struttura durante l'antesi (da corimbosa a piramidale); i peduncoli e gli involucri sono irsuti; i capolini hanno un diametro di 8 – 15 mm.
- Fioritura: da luglio a settembre.
- Geoelemento: il tipo corologico (area di origine) è Circumboreale in particolare Eurasiatico/Nord Americano.
- Distribuzione: è comune in tutta Italia (a parte alcune zone del sud). Nelle Alpi è altrettanto comune sia nel versante italiano che oltreconfine. Sugli altri rilievi europei è presente nella Foresta Nera, Massiccio del Giura, Massiccio Centrale, Pirenei e Carpazi[24]. Nel resto del mondo si trova ovunque nell'emisfero settentrionale.
- Habitat: l'habitat tipico sono gli incolti aridi, le zone alluvionali, ambienti rocciosi e a quote più alte le praterie rase e i pascoli montani. Il substrato preferito è sia calcareo che siliceo con pH neutro, bassi valori nutrizionali del terreno che deve essere secco.
- Distribuzione altitudinale: sui rilievi queste piante si possono trovare fino a 1.800 m s.l.m.; frequentano quindi i seguenti piani vegetazionali: collinare e montano (oltre a quello planiziale – a livello del mare).
- Fitosociologia: dal punto di vista fitosociologico la specie di questa voce appartiene alla seguente comunità vegetale:[24]

Formazione: delle comunità a emicriptofite e camefite delle praterie rase magre secche.
Classe: Festuco-Brometea.

#### Sottospecieangulosus

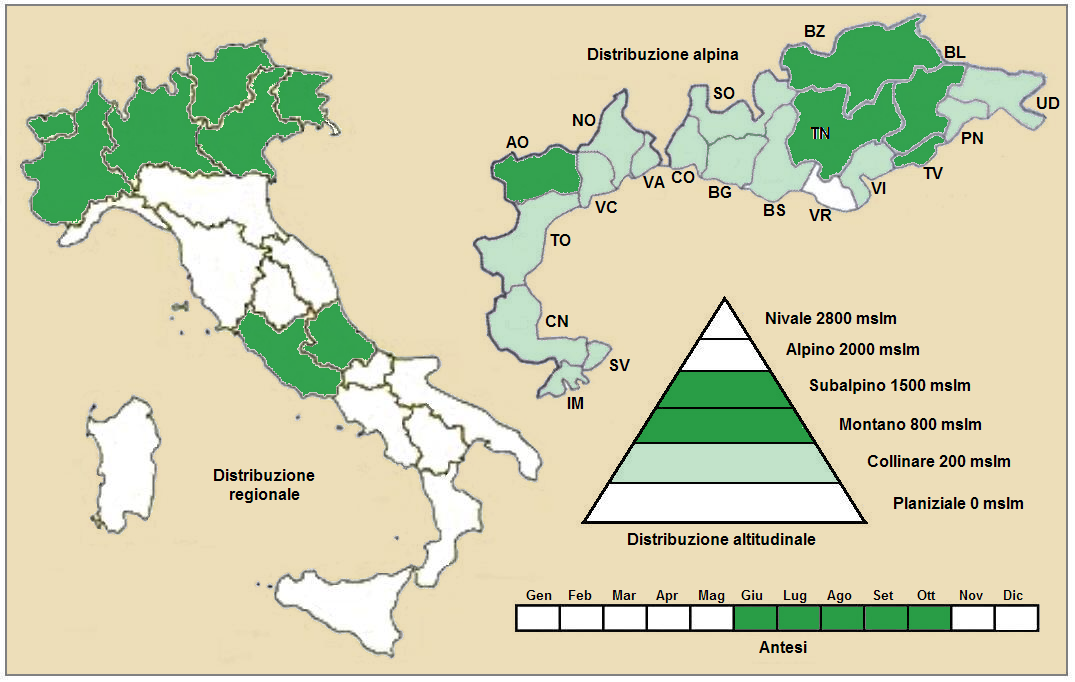
Distribuzione della subsp. angulosus
(Distribuzione regionale – Distribuzione alpina)

- Nome scientifico: Erigeron acris subsp. angulosus (Gaudin) Vaccari (1909).
- Basionimo: il basionimo per questa sottospecie è Erigeron angulosus Gaudin (1829).
- Nome comune: erigeron angoloso.
- Descrizione: l'altezza di queste piante va da 10 a 40 cm; questa sottospecie è quasi glabra (fusti, peduncoli e involucro sono quasi privi di pubescenza); anche le foglie sono glabre e dei peli sono presenti solamente sui margini; i fusti sono arrossati; l'infiorescenza è più compatta (racemosa); gli involucri possono essere ghiandolosi;
- Fioritura: da giugno a ottobre.
- Geoelemento: il tipo corologico (area di origine) è Eurosiberiano/Nord Americano.
- Distribuzione: questa sottospecie è rara e si trova soprattutto nella parte orientale dell'arco alpino e in alcune zone degli Appennini centrali. Nel resto delle Alpi (oltreconfine) si trova in alcuni dipartimenti alpini della Francia, in Austria e in Slovenia. Altrove si trova in Europa centrale.
- Habitat: l'habitat tipico di questa specie sono le schiarite boschive, i sentieri forestali, ghiaioni e pietraie in genere. Il substrato preferito è calcareo con pH basico, bassi valori nutrizionali del terreno che deve essere mediamente umido.
- Distribuzione altitudinale: sui rilievi queste piante si possono trovare dai 500 fino a 2.300 m s.l.m.; frequentano quindi i seguenti piani vegetazionali: montano e subalpino.
- Fitologia: dal punto di vista fitosociologico la specie di questa voce appartiene alla seguente comunità vegetale:[24]

Formazione: delle comunità delle fessure, delle rupi e dei ghiaioni
Classe: Thlaspietea rotundifolii
Ordine: Epilobietalia fleischeri
Alleanza: Epilobion fleischeri

#### Sottospeciedroebachiensis
- Nome scientifico: Erigeron acris subsp. droebachiensis (O.F.Müll.) Arcang., 1882.
- Basionimo:  il basionimo per questa sottospecie è Erigeron macrophyllus Herbich, 1853.
- Nome comune: erigeron a foglie grandi.
- Descrizione: tutta la pianta è glabra ed è lievemente più alta delle altre sottospecie (da 30 a 60 cm); gli involucri possono essere ghiandolosi; le foglie cauline sono numerose (da 30 a 40); le sinflorescenze sono panicolate e di diametro 8 - 15 mm.
- Fioritura: da giugno a ottobre.
- Geoelemento: il tipo corologico (area di origine) è Est Alpico / Carpatico.
- Distribuzione: è distribuita nella Stiria austriaca e ancora più a nord-est; in Italia ha una distribuzione da definire.
- Habitat: l'habitat tipico di questa specie sono i tagli rasi forestali, le schiarite, le strade forestali, le rupi, i muri, i ripari sotto roccia, le praterie rase e i prati e pascoli dal piano collinare al subalpino.  Il substrato preferito è calcareo/siliceo con pH neutro, bassi valori nutrizionali del terreno che deve essere mediamente umido.
- Distribuzione altitudinale: sui rilievi alpini frequentano i seguenti piani vegetazionali: collinare e in parte quello montano.
- Fitologia: dal punto di vista fitosociologico alpino la specie di questa scheda appartiene alla seguente comunità vegetale:[24]

Formazione: comunità perenni nitrofile
Classe: Artemisietea vulgaris
Ordine: Onopordetalia acanthii
Alleanza: Dauco-Melilotion

#### Sottospecie alpine
Ai margini dei confini alpini italiani è presente la seguente sottospecie di Erigeron acris:
- Erigeron acris subsp. politus (Fr.) H.Lindb (1901): si trova in Svizzera (cantoni Vallese, Ticino, Grigioni) e forse è presente nella vicina provincia di Sondrio; l'involucro è molto più pubescente delle altre sottospecie, ma è meno alta (30 cm al massimo); il tipo corologico (area di origine) è Artico - Alpino.

#### Altre sottospecie
Al di fuori del territorio italiano sono presenti le seguenti altre sottospecie:
- Erigeron acris subsp. arctophilus (Rech.f.) Rech.f., 1982 - Distribuzione: Iran.
- Erigeron acris subsp. asadbarensis  (Vierh.) Rech.f., 1982 - Distribuzione: Iran, Pakistan e Himalaya occidentale.
- Erigeron acris subsp. botschantzevii  Greuter, 2005 - Distribuzione: Transcaucasia.
- Erigeron acris subsp. brachycephalus  (H.Lindb.) Hiitonen, 1971 - Distribuzione: Europa nord-orientale e Transcaucasia.
- Erigeron acris subsp. kamtschaticus  (DC.) H.Hara, 1939 - Distribuzione: America del Nord settentrionale e Asia orientale.
- Erigeron acris var. khasianus  (Hook.f.) Hajra, 1995 - Distribuzione: Asia centrale e orientale.
- Erigeron acris subsp. lalehzaricus  Rech.f., 1982 - Distribuzione: Iran e Himalaya occidentale.
- Erigeron acris subsp. mesatlanticus  (Maire) Maire, 1932 - Distribuzione: Marocco.
- Erigeron acris var. multicaulis  (Wall. ex DC.) C.B.Clarke, 1876 - Distribuzione: India.
- Erigeron acris subsp. phaeocephalus  Rech.f., 1982 - Distribuzione: Afghanistan e Himalaya occidentale.
- Erigeron acris subsp. podolicus  (Besser) Nyman, 1879 - Distribuzione: Europa orientale e Transcaucasia.
- Erigeron acris subsp. pycnotrichus  (Vierh.) Grierson, 1975 - Distribuzione: Europa orientale, Anatolia, Transcaucasia, Iraq e Iran.
- Erigeron acris subsp. staintonii  Rech.f., 1982 - Distribuzione: Afghanistan e Pakistan.

### Sinonimi
Sono elencati alcuni sinonimi per questa entità:
- Erigeron polymorphus var. acris (L.) Clemente
- Inula acris  (L.) Bernh.
- Trimorpha acris  (L.) Gray
- Trimorpha vulgaris  Cass.

### Ibridi
Con la specie Aster amellus L  la pianta di questa voce forma il seguente ibrido intragenerico:
- × Asterron ucrainicus (Tzvelev) Olshanskyi, 2022 - Distribuzione: Ucraina.

### Specie simili
Nel seguente elenco vengono indicate alcune specie dello stesso genere simili a quella di questa voce:
- Erigeron atticus Vill.: i capolini sono più grandi e l'infiorescenza è più fogliosa; in Italia si trova soprattutto nelle Alpi.
- Erigeron gaudinii Brügger: l'infiorescenza è pauciflora (con pochi capolini).
- Erigeron annuus (L.)Desf.: i capolini hanno uno sviluppo più orizzontale (i fiori ligulati sono aperti verso l'esterno a raggiera).